# Christoph Habermann
Christoph Habermann (* 2. März 1953 in Bad Mergentheim) ist ein deutscher Politiker (SPD). Er war von 2004 bis 2007 Staatssekretär im Staatsministerium für Wirtschaft und Arbeit des Freistaates Sachsen und von 2007 bis 2011 Staatssekretär im Ministerium für Arbeit, Soziales, Gesundheit, Familie und Frauen des Landes Rheinland-Pfalz.

## Leben
Nach dem Abitur am Deutschorden-Gymnasium Bad Mergentheim studierte Habermann 1972–1978 an der Universität Konstanz Soziologie und Politikwissenschaft, wo er im Frühjahr 1979 als Magister Artium abschloss.
Von November 1979 bis Dezember 1982 war er Mitarbeiter in der Planungsabteilung des Bundeskanzleramtes in Bonn. Zum Januar 1983 wechselte er in das Referat „Regierungsplanung“ der Staatskanzlei des Landes Nordrhein-Westfalen. Ab Juli 1986 wurde Habermann Referatsleiter, später Gruppenleiter sowie ab 1999 Abteilungsleiter.
Im Juli 1999 wurde er Leiter der Abteilung Inland und stellvertretender Chef des Bundespräsidialamtes in Berlin. Im November 2004 wechselte er nach Dresden, wo er Staatssekretär im Sächsischen Staatsministerium für Wirtschaft und Arbeit (Kabinett Milbradt II) wurde.
Vom 1. August 2007 bis zum 18. Mai 2011 war Christoph Habermann Staatssekretär im Ministerium für Arbeit, Soziales, Gesundheit, Familie und Frauen in Mainz, im Kabinett Beck IV.